# Кубок валлійської ліги з футболу 2013—2014
Кубок валлійської ліги 2013–2014 — 22-й розіграш Кубка валлійської ліги. Переможцем втретє став Кармартен Таун.

## Перший раунд
| Команда 1                 | Рахунок | Команда 2                     |
| ------------------------- | ------- | ----------------------------- |
| 3 вересня 2013            |         |                               |
| Бала Таун                 | 3:1     | Бангор Сіті                   |
| Ріл                       | 2:0     | Кевн Друїдс (2)               |
| Беклі Таун (2)            | 1:2     | Конві Боро (2)                |
| Коннаг'с Куей Номандс     | 2:1 дч  | Престатін Таун                |
| Гейверфордвест Каунті (2) | 0:3     | Абердер Таун (2)              |
| Ньютаун                   | 1:2     | Порт-Толбот Таун              |
| Аван Лідо                 | 4:3     | Теффс Вел (2)                 |
| 4 вересня 2013            |         |                               |
| Аберіствіт Таун           | 2:3     | Кембріан-енд-Клайдеч-Вейл (2) |

## Другий раунд
| Команда 1                     | Рахунок | Команда 2             |
| ----------------------------- | ------- | --------------------- |
| 24 вересня 2013               |         |                       |
| Абердер Таун (2)              | 0:2     | Порт-Толбот Таун      |
| Кембріан-енд-Клайдеч-Вейл (2) | 2:1     | Аван Лідо             |
| Конві Боро (2)                | 2:4     | Бала Таун             |
| Ріл                           | 2:0     | Коннаг'с Куей Номандс |

## Чвертьфінали
| Команда 1                     | Рахунок | Команда 2        |
| ----------------------------- | ------- | ---------------- |
| 22 жовтня 2013                |         |                  |
| Ріл                           | 2:3     | Бала Таун        |
| Кембріан-енд-Клайдеч-Вейл (2) | 2:1     | Порт-Толбот Таун |
| Ейрбас                        | 2:1     | Нью-Сейнтс       |
| 30 жовтня 2013                |         |                  |
| Кайрсус (2)                   | 0:5     | Кармартен Таун   |

## Півфінали
| Команда 1         | Рахунок | Команда 2                     |
| ----------------- | ------- | ----------------------------- |
| 12 листопада 2013 |         |                               |
| Бала Таун         | 2:1     | Ейрбас                        |
| 19 листопада 2013 |         |                               |
| Кармартен Таун    | 3:2     | Кембріан-енд-Клайдеч-Вейл (2) |

## Фінал
| 11 січня 2014 17:00 (EEST) |

| Бала Таун | 0:0 дч   | Кармартен Таун |
| --------- | -------- | -------------- |
|           | Протокол |                |

| Парк Авеню, Аберіствіт Глядачів: 464 Арбітр: Хью Джонс |

|  |     | Пенальті |
|  | 1:3 |          |